# Lumea eliberată
Lumea eliberată (titlu original: The World Set Free) este un roman din 1914 al scriitorului H. G. Wells. Despre aceasta carte se consideră că prezice apariția armelor nucleare.  A apărut prima dată în foileton,și cu un final diferit de cel al cărții finale, sub denumirea A Prophetic Trilogy, foileton în trei cărți: A Trap to Catch the Sun, The Last War in the World și The World Set Free.
În acest roman, apărut cu câteva luni înainte de izbucnirea Primului Război Mondial, sfârșitul lumii este pus pe seama unei conflagrații atomice. În lumea ficțională a romanului, energia nucleară nu este rezultatul uraniului, ci produsul unei substanțe denumite „Carolinium”. Bombele din „carolinum” continuă să explodeze ani de zile.

## Traduceri în limba română
- 2007 - Lumea eliberată, Editura Minerva, Ion Hobana Prezintă Maeștrii Anticipației Clasice, traducere Mircea Opriță, 316 pag., ISBN/Cod: 973-21-0804-8[6]
- 2012 - Lumea eliberată, în Mașina timpului, ed. Nemira, colecția "Nautilus", traducere Alexandru Macovescu, 504 pag., ISBN 978-606-579-411-5[7]